# Mark Lyall Grant

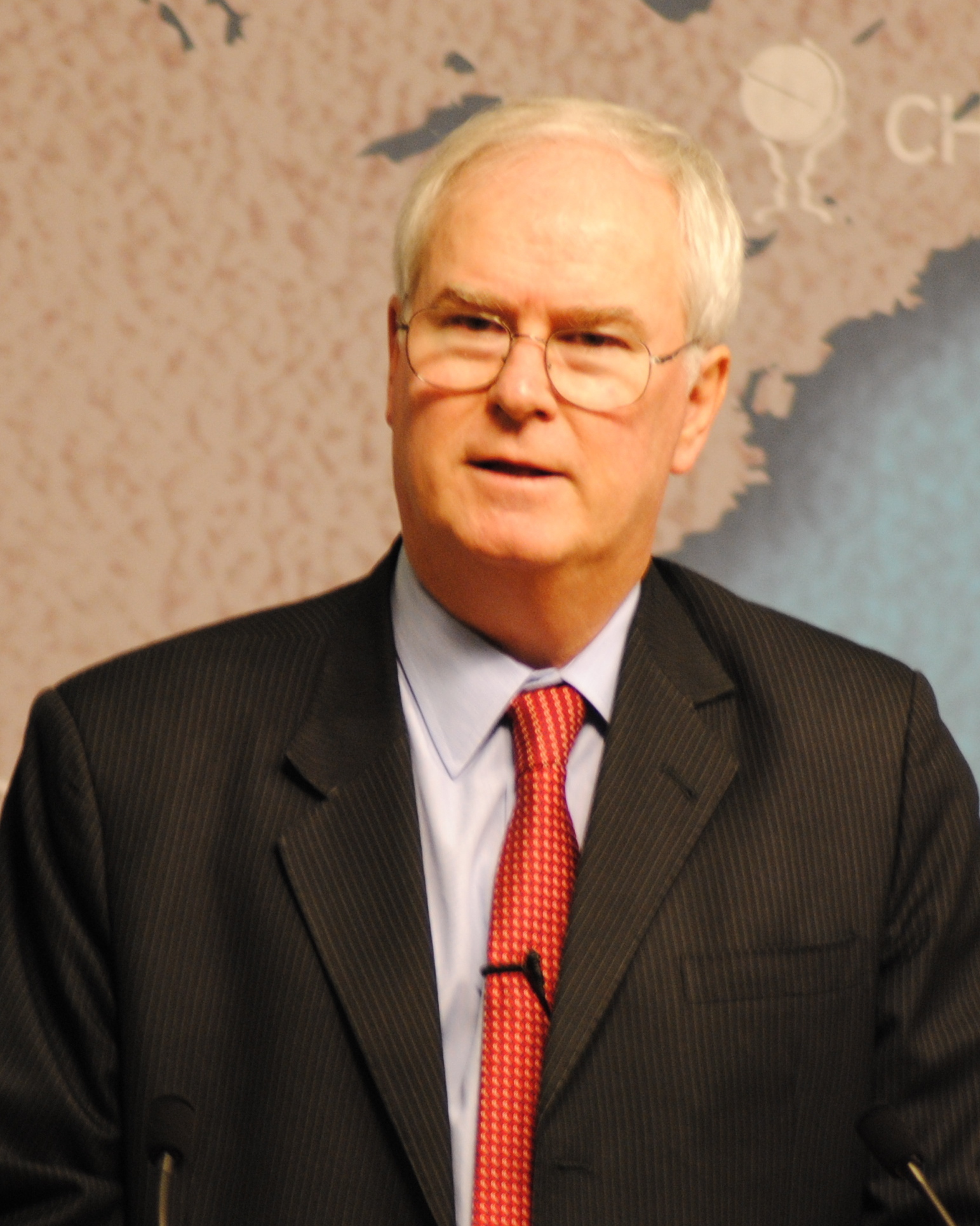
Sir Mark Lyall Grant (2011)

Sir Mark Justin Lyall Grant, GCMG (* 29. Mai 1956 in Hammersmith, London) ist ein britischer Diplomat und Regierungsbeamter, der unter anderem zwischen 2009 und 2015 Ständiger Vertreter bei den Vereinten Nationen war.  Er fungiert ferner seit 2021 als King of Arms of the Order of St Michael and St George und damit als Herold dieses Ordens. 

## Leben
Mark Justin Lyall Grant, Sohn von Major-General Ian Lyall Grant (1915–2020) und dessen Ehefrau Mary Moore Lyall Grant, absolvierte nach dem Besuch des renommierten 1440 gegründeten Eton College ein Studium der Rechtswissenschaften am Trinity College der University of Cambridge. Nach dessen Abschluss erhielt er seine anwaltliche Zulassung als Barrister bei der Anwaltskammer (Inns of Court) von Middle Temple. 1980 trat er in den diplomatischen Dienst (Her Majesty’s Diplomatic Service) ein und fand in den folgenden Jahren zahlreiche Verwendungen an Auslandsvertretungen sowie im Ministerium für Auswärtiges und Angelegenheiten des Commonwealth of Nations FCO (Foreign and Commonwealth Office). Nachdem er zwischen 1996 und 1998 stellvertretender Hochkommissar in Südafrika war, übernahm er im Ministerium für Auswärtiges und Commonwealth von 1998 bis 2000 Leiter des Referats für externe Angelegenheiten der Europäischen Union (Head of European Community (Internal) Department, Foreign and Commonwealth Office).
Danach fungierte Lyall Grant im Ministerium für Auswärtiges und Commonwealth Leiter der Abteilung Afrika (Director, Africa, Foreign and Commonwealth Office) und wurde für seine Verdienste 2003 zum Companion des Order of St Michael and St George (CMG) ernannt. 2003 wurde er zum Hochkommissar in Pakistan ernannt und übergab dort als Nachfolger von Sir Hilary Synnott seine Akkreditierung. Auf diesem Posten blieb er bis 2006 und wurde daraufhin von Robert Brinkley abgelöst. Für seine Verdienste wurde er im Rahmen der Birthday Honours am 17. Juni 2006 als Knight Commander des Order of St Michael and St George (KCMG) geadelt, so dass er fortan das Prädikat „Sir“ führte.

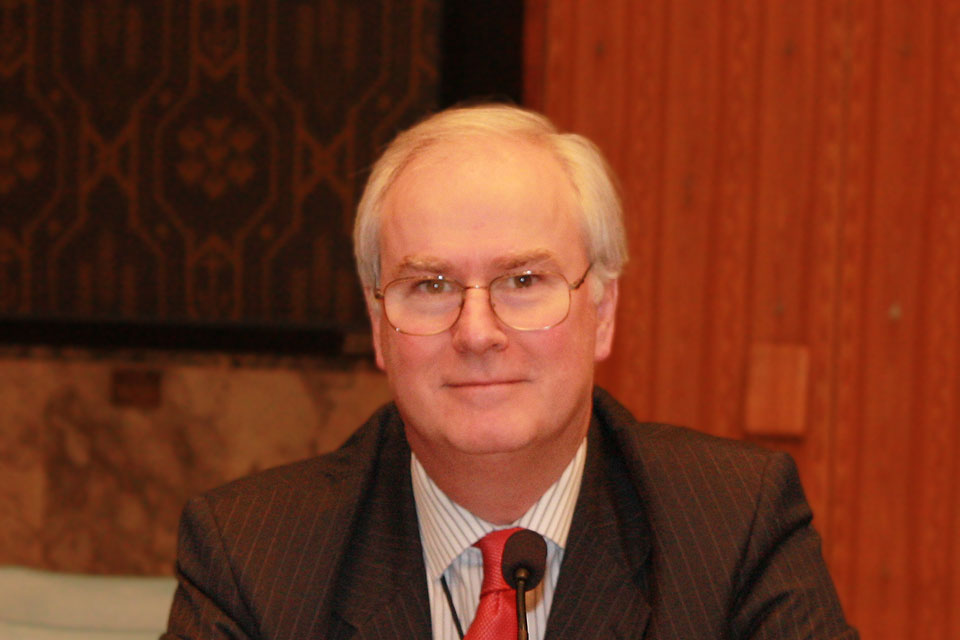
Sir Mark Lyall Grant (2013)

2007 kehrte Sir Mark Lyall Grant ins Ministerium für Auswärtiges und Commonwealth und war bis 2009 Politischer Direktor beziehungsweise Generaldirektor für politische Angelegenheiten (Political Director / Director-General for Political Affairs, Foreign and Commonwealth Office). Im Anschluss wurde er 2009 Ständiger Vertreter bei den Vereinten Nationen und löste in dieser Funktion Sir John Sawers ab. Diese Position in New York City hatte er sechs Jahre lang bis 2015 inne, woraufhin Matthew Rycroft ihn ablöste. Nach seiner Rückkehr wurde er am 7. September 2015 Nachfolger von Sir Kim Darroch als Nationaler Sicherheitsberater (National Security Adviser) von Premierminister David Cameron und bekleidete dieses Amt vom 13. Juli 2016 bis zu seiner Ablösung durch Sir Mark Sedwill am 13. April 2017 auch unter Premierminister Theresa May. Für seine langjährigen Verdienste wurde er bei den New Year Honours am 30. Dezember 2017 auch zum Knight Grand Cross (GCMG) erhoben.
Nach seinem Ausscheiden aus dem diplomatischen Dienst hat Sir Mark Lyall Grant seit 2017 eine Gastprofessur am King’s College London inne und ist zudem seit 2017 Berater für geostrategische und sicherheitspolitische Angelegenheiten. Er fungierte ferner seit 2021 als Nachfolger von Catherine Margaret Ashton, Baroness Ashton of Upholland als King of Arms of the Order of St Michael and St George und damit als Herold dieses Ordens. 
Aus seiner Ehe mit der Diplomatin Sheila Lyall Grant gingen ein Sohn und eine Tochter hervor.